# Heinz Michel
Heinz (Otto Heinrich) Michel (* 24. Juli 1903 in München; † 15. Juli 1972 in Heidelberg) war ein deutscher Maler des 20. Jahrhunderts.

## Leben und Wirken
Heinz Michel war das dritte Kind des Schriftstellers Wilhelm Michel (1877–1942) und seiner ersten Ehefrau Rosa Eva geb. Storck. Michel wuchs zunächst in München auf, nach der Scheidung der Eltern lebte er teilweise auch in Frankenstein (Pfalz) bei seinem Onkel. Nachdem die zweite Ehefrau seines Vaters früh verstorben war, kam er 1915 nach Darmstadt und wuchs dort bei der dritten Ehefrau Wilhelm Michels, Herta geb. Koch, der Tochter des Verlegers Alexander Koch, zusammen mit zwei Geschwistern und drei Halbgeschwistern auf. 1918 zog er zur Mutter nach Alzey, die inzwischen mit dem Dichter und Zigarrenfabrikanten Karl Schloß (1876–1944) verheiratet war, und besuchte in Mainz das Gymnasium. 1921‑1924 absolvierte er eine kaufmännische Ausbildung und arbeitete bis 1928 im Betrieb des Stiefvaters in Worms, um später einmal die Leitung zu übernehmen.
1928 verließ er Worms und ging nach Berlin, um sich autodidaktisch als Maler weiterzubilden. 1932 kehrte er zunächst nach Worms zurück und emigrierte 1933 nach Frankreich, zuerst nach Straßburg und später nach Paris. Wegen wirtschaftlicher Schwierigkeiten kehrte er 1935 nach Deutschland zurück. 1936 startete er einen zweiten Versuch der Emigration nach Frankreich, Luxemburg und der Schweiz. 1937 kehrte er nach Heidelberg zurück, weil er überall mit einem Verkaufsverbot seiner Bilder belegt worden war. Nach einer kurzen Zeit als freischaffender Maler wurde er 1939 als technischer Zeichner bei den Junkers Flugzeug- und Motorenwerken in Dessau dienstverpflichtet. Hier lernte er den Holzschneider Johannes Lebek (1901–1985) kennen, mit dem ihn eine lebenslange Freundschaft verband. 1944 heiratete er die Grafikerin Katharina Utermöhle. 1945 kehrte Michel mit seiner Frau nach Heidelberg zurück und lebte dort als freischaffender Maler bis zu seinem Tod im Jahre 1972. Hier gehörte der Maler Georg Friedrich Göttler (1899–1973), genannt Godfrey und der Kaffeehausgelehrte Kurt Wildhagen, „Der Weise von Heidelberg“, zu seinen engsten Freunden.
Zahlreiche Buchillustrationen, Bildbände und Gelegenheitsarbeiten für Zeitungen, Broschüren, Reiseführer und Zeitschriften entstanden. Sein Hauptwerk besteht aus rund 1000 Aquarellen und 100 Skizzenbüchern, die seinen typischen Stil repräsentieren: die schnell und leicht eingefangene Stimmung oder Geste, das helle Licht und die Liebe zu süddeutschen und französischen Stadtansichten und Landschaften. Seine Werke liegen heute im Kurpfälzischen Museum Heidelberg und in zahlreichen Privatsammlungen.

## Werke

### Bildbände und Illustrationen (Auswahl)
- München. Aquarelle und Zeichnungen. Ewalt Skulima, München – Heidelberg 1957
- Nürnberg schaut nicht mehr durch Butzenscheiben. Harbeke, München [1963]
- Erinnerungen an Heidelberg. Industrie Druck- und Verlags GmbH, Heidelberg [1965]
- Heinz Michel. Mit einer Einführung von Richard Henk. Braus-Druck, Heidelberg 1973
- Und neue Liebe sprach in mir zur Erde. Anthologie einer Familie. Thorbecke, Sigmaringen 1980, ISBN 3-7995-3615-9
- Werkverzeichnis. Bodensee-Musikversand, Singen 1997, ISBN 3-9803649-9-2
- Günther Imm: Baden, wie es lacht. Frankfurt 1969; Würzburg 2002, ISBN 3-88189-419-5
- Günter Heinemann: Heidelberg. München 1983, ISBN 978-3-924973-01-8
- Hermann Brunn: 1200 Jahre Schriesheim. Mannheim 1964
- Roland Krischke und Frieder Hepp (Hrsg.): Kurt Wildhagen 1871–1949. Der Weise von Heidelberg. HVA, Heidelberg 1997, ISBN 3-8253-7110-7.

### Gruppenausstellungen
- 1942 Kunstausstellung des Gaues Magdeburg
- 1953 Kurpfälzisches Museum Heidelberg
- 1966 Handschuhsheimer Schlösschen, Heidelberg
- 2015 Sept-Dez Kurpfälzisches Museum Heidelberg

### Einzelausstellungen
- 1971 Galerie Deutscher Bücherbund, Karlsruhe
- 1979 Goethe-Institut San Francisco, USA
- 1981 Rathaus Heidelberg
- 1981 Goethe-Institut Chicago, USA
- 1982 Maison de Heidelberg, Montpellier, Frankreich
- 1984 Französische Landschaften im Institut Francais, Heidelberg
- 1987 Deutsch-Französische Impressionen Niedersächsische Landesbibliothek Hannover
- 2002 Februar – Mai: Schloß Moritzburg, Zeitz
- 2002 Juli–August: Kurpfälzisches Museum Heidelberg